# Herbert Neumann (Wirtschaftswissenschaftler)
Herbert Neumann (* 16. Juli 1921; † 1. März 2009 in Dresden) war ein deutscher Wirtschaftswissenschaftler und Hochschullehrer.

## Leben und Wirken
Nach dem Schulbesuch studierte Neumann und promovierte am 7. Juli 1959 am Institut für Gesellschaftswissenschaften beim ZK der SED zum Dr. rer. oec. Danach war er am Institut für Gesellschaftswissenschaften beim ZK der SED tätig.
Mit Wirkung vom 1. September 1963 wurde er zum Dozenten für Geschichte der Arbeiterbewegung am Institut für Marxismus-Leninismus an der Technischen Universität Dresden ernannt.
In Kürschners Gelehrten-Kalender 1966 und 1971 wird er als Dozent für Politische Ökonomie an der Technischen Universität Dresden bezeichnet.